# 23. Międzynarodowy Festiwal Filmowy w Berlinie
23. Międzynarodowy Festiwal Filmowy w Berlinie odbył się w dniach 22 czerwca – 3 lipca 1973 roku. W konkursie głównym zaprezentowano 20 filmów pochodzących z 14 różnych krajów.
Jury pod przewodnictwem brytyjskiego krytyka filmowego Davida Robinsona przyznało nagrodę główną festiwalu, Złotego Niedźwiedzia, indyjskiemu filmowi Odległy grom w reżyserii Satyajita Raya. Drugą nagrodę w konkursie głównym, Srebrnego Niedźwiedzia – Nagrodę Specjalną Jury, przyznano francuskiemu filmowi Nie ma dymu bez ognia w reżyserii André Cayatte’a.

## Członkowie jury

### Konkurs główny
- David Robinson, brytyjski krytyk filmowy – przewodniczący jury[2]
- Freddy Buache, szwajcarski krytyk filmowy
- Hiram Garcia Borja, dyrektor Banco Nacional Cinematográfico
- Eberhard Hauff, niemiecki reżyser
- Harish Khanna, dyrektor Indyjskiego MFF
- Paul Moor, amerykański dziennikarz
- Walter Müller-Bringmann, niemiecki krytyk filmowy
- René Thévenet, francuski producent filmowy
- Paolo Valmarana, włoski krytyk filmowy

## Selekcja oficjalna

### Konkurs główny
Następujące filmy zostały wyselekcjonowane do udziału w konkursie głównym o Złotego Niedźwiedzia i Srebrne Niedźwiedzie:
| Tytuł polski                          | Tytuł oryginalny                          | Reżyseria               | Kraj produkcji   |
| ------------------------------------- | ----------------------------------------- | ----------------------- | ---------------- |
| The 14                                | The 14                                    | David Hemmings          | Wielka Brytania  |
| Odległy grom                          | অশনি সংকেত Ashani Sanket                     | Satyajit Ray            | Indie            |
| Między przyjaciółmi                   | Between Friends                           | Donald Shebib           | Kanada           |
| The Blockhouse                        | The Blockhouse                            | Clive Rees              | Wielka Brytania  |
| Georgia, Georgia                      | Georgia, Georgia                          | Stig Björkman           | Szwecja          |
| Tajemniczy blondyn w czarnym bucie    | Le grand blond avec une chaussure noire   | Yves Robert             | Francja          |
| Przemów, niemowo                      | Habla, mudita                             | Manuel Gutiérrez Aragón | Hiszpania        |
| Nie ma dymu bez ognia                 | Il n’y a pas de fumée sans feu            | André Cayatte           | Francja          |
| Belladonna smutku                     | 哀しみのベラドンナ Kanashimi no beradonna | Eiichi Yamamoto         | Japonia          |
| Love Comes Quietly                    | Love Comes Quietly                        | Nikolai van der Heyde   | Holandia         |
| Obsesja                               | Malizia                                   | Salvatore Samperi       | Włochy           |
| Podglądacze                           | מציצים Metzitzim                          | Uri Zohar               | Izrael           |
| Czerwone wesele                       | Les noces rouges                          | Claude Chabrol          | Francja          |
| Własność nie pochodzi już z kradzieży | La proprietà non è più un furto           | Elio Petri              | Włochy           |
| Eksperci                              | Die Sachverständigen                      | Norbert Kückelmann      | RFN              |
| Seomgaeguli manse                     | 섬 개구리 만세 Seomgaeguli manse          | Jin-woo Jeong           | Korea Południowa |
| Siedmiu szaleńców                     | Los siete locos                           | Leopoldo Torre Nilsson  | Argentyna        |
| Nagość będzie karana                  | Toda Nudez Será Castigada                 | Arnaldo Jabor           | Brazylia         |
| U-Turn                                | U-Turn                                    | George Kaczender        | Kanada           |
| Wrażliwość wilków                     | Die Zärtlichkeit der Wölfe                | Ulli Lommel             | RFN              |

### Pokazy pozakonkursowe
Następujące filmy zostały wyświetlone na festiwalu w ramach pokazów pozakonkursowych:
| Tytuł polski        | Tytuł oryginalny          | Reżyseria        | Kraj produkcji    |
| ------------------- | ------------------------- | ---------------- | ----------------- |
| Pojedynek na szosie | Duel                      | Steven Spielberg | Stany Zjednoczone |
| Władca północy      | Emperor of the North Pole | Robert Aldrich   | Stany Zjednoczone |

## Laureaci nagród

### Konkurs główny
Złoty Niedźwiedź
- Odległy grom, reż. Satyajit Ray

Srebrny Niedźwiedź – Nagroda Specjalna Jury
- Nie ma dymu bez ognia, reż. André Cayatte

Srebrny Niedźwiedź
- The 14, reż. David Hemmings
- Eksperci, reż. Norbert Kückelmann
- Nagość będzie karana, reż. Arnaldo Jabor
- Siedmiu szaleńców, reż. Leopoldo Torre Nilsson
- Tajemniczy blondyn w czarnym bucie, reż. Yves Robert

### Konkurs filmów krótkometrażowych
Złoty Niedźwiedź dla najlepszego filmu krótkometrażowego
- Colter's Hell, reż. Robin Lehman

Srebrny Niedźwiedź – Nagroda Jury dla filmu krótkometrażowego
- Biografija Jozefa Sulca, reż. Predrag Golubović
- Sowa, reż. Aleksandar Ilić

### Pozostałe nagrody
Nagroda FIPRESCI
- Konkurs główny:  Czerwone wesele, reż. Claude Chabrol
- Forum Nowego Kina:
  -  Pamiętny rok '36, reż. Theo Angelopoulos
  -  Robotnik sezonowy, reż. Alvaro Bizzarri